# Himantoglossum metlesicsianum
Himantoglossum metlesicsianum is een orchidee.
De soort is endemisch op Tenerife. De plant lijkt op de hyacintorchis (Himantoglossum robertianum) maar is kleiner en slanker.

## Naamgeving enetymologie
- Synoniemen: Barlia metlesicsiana Teschner (1982)

De botanische naam Himantoglossum is afgeleid van het Oudgrieks ἱμάς (himas) = riem en γλώσσα (glōssa) = tong en slaat op de lange, tongvormige lip van onder meer de bokkenorchis. De soortaanduiding metlesicsianum is een eerbetoon aan Hans Metlesics, een Oostenrijkse botanicus die vooral op de Canarische Eilanden planten verzamelt.

## Kenmerken

### Habitus
Himantoglossum metlesicsianum is een overblijvende plant (geofyt) met twee eivormige of ovale wortelknollen, een tot 60 cm lange, dikke en robuuste stengel, naar boven toe violet aanlopend, acht tot twaalf verspreid staande stengelbladeren en een tot 20 cm lange, cilindrische en dichtbebloemde aar met twintig tot veertig bloemen.

### Bladeren
De bladeren zijn tot 20 cm lang, glanzend geelgroen gekleurd, verspreid langs de stengel staand, ovaal tot lancetvormig, met spitse top, licht gekield, naar boven toe overgaand in smalle, langwerpige schutbladeren, tot 4 cm lang.

### Bloemen
De bloemen lijken sterk op die van de hyacintorchis (H. robertianum) maar het helmpje van kelkbladen en bovenste kroonbladen bevat minder groen en is aan de binnenkant voorzien van grote, rode stippen. De lip is uitgespreid en roze tot violet gestippeld op een witte ondergrond, zonder groene verkleuring, drielobbig, aan de basis ingesnoerd en verdiept met opstaande randen. De middenlob is convex gebogen en aan de top V-vormig gespleten in twee korte, afgeronde lobjes, dikwijls gescheiden door een tandje, dit in tegenstelling tot de reuzenorchis. De smallere zijlobben zijn smal driehoekig tot romboïdaal, met een weinig gegolfde buitenrand. Het spoor is tot 6 mm lang en slanker dan bij de reuzenorchis.
De bloeitijd is van december tot februari.

## Habitat
Himantoglossum metlesicsianum prefereert licht zure, verweerde lavabodems, op zonnige tot licht beschaduwde plaatsen, zoals open plaatsen in garrigue en maquis en verlaten landbouwterassen op hoogtes van 400 tot 1200 m.

## Voorkomen
Himantoglossum metlesicsianum is een zeldzame plant die endemisch is op Tenerife. Ze komt enkel voor in het westen van het eiland, in de omgeving van Santiago del Teide en Guía de Isora.

## Taxonomieenfylogenie
Himantoglossum metlesicsianum is waarschijnlijk een hexaploïde plant (2n = 36), net als de andere Himantoglossum-soorten uit het Middellandse Zeegebied.

## Bedreiging en bescherming
De soort heeft de IUCN-status "bedreigd". De voornaamste bedreigingen zijn het plukken en uitgraven door verzamelaars, en het terug in gebruik nemen van verlaten landbouwgronden waar de plant voorkomt.
H. adriaticum · 
H. affine · 
H. caprinum · 
H. comperianum · 
H. formosum · 
H. hircinum (Bokkenorchis) · 
H.  metlesicsianum · 
H. montis-tauri · 
H. robertianum (Hyacintorchis)